# Siamanna
Siamanna település Olaszországban, Szardínia régióban, Oristano megyében. Lakosainak száma 766 fő (2023. január 1.). Siamanna Ruinas, Siapiccia, Allai, Villaurbana, Simaxis és Oristano községekkel határos.

## Népesség
A település lakossága az elmúlt években az alábbi módon változott:
| Lakosok száma | 812  | 809  | 766  |
|               | 2017 | 2018 | 2023 |